# Campinas
Campinas je grad u Brazilu, u državi São Paulo.

## Povijest
Grad je osnovao 14. srpnja 1774. Barreto Leme. U početku to je jednostavna postaja na putu prema Minas Geraisu i Goiásu koja obskrbljuje "Bandeirantese" koji su bili u potrazi za dragocjenim mineralima i indijanskih robovima. U prvoj polovici 19. stoljeća, Campinas je postao brzorastući grad, s trgovinom kave, pamuka i šećerne trske.

## Zemljopis
Područje grada, prema brazilskom Institutu za geografiju i statistiku, je 795,697 km2, 238,3230 km2 su urbani a 557,334 km2 ruralni. Nalazi se 96 kilometara sjeverozapadno od Sao Paula. Susjedni gradovi su Paulínia, Jaguariúna i Pedreira na sjeveru, Morungaba, Itatiba i Valinhos na istoku, Itupeva, Indaiatuba i Monte Mor na jug te Hortolândia na zapadu.

## Vanjske poveznice
- Službene stranice grada